# 池田良介
池田 良介（いけだ りょうすけ、1887年 - 没年不詳）は水戸出身の技術者。その生涯を通じて離島での燐鉱石開発に力を注ぎ、ラサ島をはじめ数多くの採鉱現場を指揮した。従四位、勲五等。

## 経歴
茨城県士族、池田哲太郎の長男として1887年（明治20年）3月、水戸に生まれる。代々水戸藩士の家柄であったが維新後父は農業を営み、良介は1904年（明治37年）に水戸農学校を卒業。1907年には家督を相続し、1909年（明治42年）に盛岡高等農林学校を卒業。徴兵検査を受けたところ、身体は大きかったが第二乙種と判定された。翌1910年、助教授を務めていた盛岡高農で農学博士の恒藤規隆と出会い、ラサ島での燐鉱採掘事業の話などに強い興味を持ち、同年11月設立の日本産業商会に入社を決める。この年、1910年（明治43年）の11月18日には第二次調査隊の一員として出港。無人島であるラサ島（沖大東島）は地図には載っているものの、実際の位置は西に11海里（1海里＝1.852km）ずれていた為、発見には大いに手間取った。上陸し、仮小屋や倉庫を建て、海岸に10台の蒸留器を設置したが人数分の飲み水には足りず、ボウフラの湧く雨水まで集めて飲用に回した為、全員が下痢の症状に見舞われる。それでも2週間の滞在の間に多数の燐鉱見本を採取。当初の予定では隊長の松岡と良介は報告のため戻り、それ以外の大半は島に残って作業を続けるはずであったが、強い反対の声が出た為やむなく全員引き揚げとした。
分析の結果、燐鉱島として非常に有望と判明。1911年（明治44年）2月に組織を改め、資本金75万円でラサ島燐鉱合資会社が設立された。社長に就任した恒藤は4月下旬、第三次調査隊と共に自らも現地調査に赴き、苦難の末に豊富な燐鉱石を確認すると歓喜した。同年5月1日にはラサ島鉱業所が開設。所長代理を務めた松岡充が10月に東京へ戻ると良介が後任となり、採鉱や分析調査のほか、まともな医者もない中で体調を崩した作業員への対応や蔓延する賭博への対応、その他ありとあらゆる雑務もこなした。12月には工学士の谷井鋼三郎が鉱業所長に就任。会社は1913年（大正2年）に資本金300万円のラサ島燐鉱株式会社に改組。島にやっと派出所が設置される。

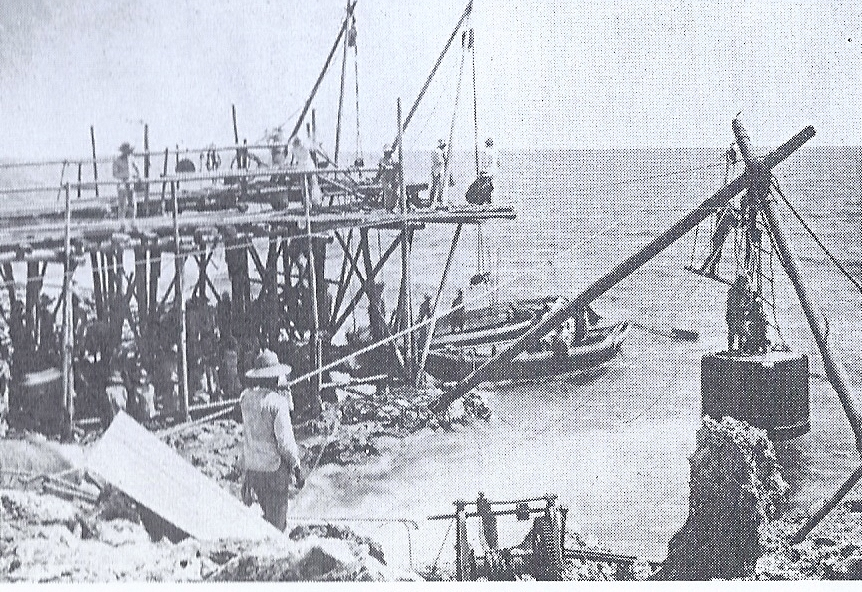
ラサ島、ビロウを支柱とした仮桟橋。

良介は翌1914年（大正3年）に茨城県士族・林龍の長女さだと結婚した。ラサ島は毎年のように台風に悩まされていたがこの年は特に酷く、事務所に倉庫、その他の施設もほぼ壊滅となった。1916年（大正5年）春、前年高熱を発し死亡した一人の保菌者から感染が広がり、腸チフスが大流行する。島内約500人の大半が罹患し、良介も高熱と下痢に苦しんだ。そこで社長の恒藤が北里研究所に医師の派遣を依頼、高野六郎が来島しワクチン接種を進めたことで9月頃にやっと収束を見た。良介は同年、第一次大戦の結果日本の統治領となった南洋群島へ燐鉱調査のため出張。特に有望だったアンガウル島を詳しく調査した。この当時、世界大戦に伴う輸入量の激減によって国内の燐酸肥料業界は空前の好景気に沸いており、1918年（大正7年）にはラサ島の燐鉱石産出量は約18万2600トン、鉱夫の数も約2000名に膨れ上がり最盛期を迎えた。良介は1919年（大正8年）に神戸港から日本郵船の横浜丸に乗船。セイロン島を経由してエジプトへ出張し、買鉱契約中だった紅海沿岸の鉱坑を調査している。1922年（大正11年）4月からは南洋庁のアンガウル島初代採鉱所長として赴任し、1936年（昭和11年）末までここで暮らした。1933年にアンガウルを訪れた作家の安藤盛によると、採鉱員はアンガウル島の現地人（カナカ族）ではなく、3ヶ月交代制で募集したヤップやトラック、ポナペといった周辺島々の同族であった。この男ばかりの出稼ぎ島民を相手に12,13海里の距離のペリリュー島から小型の手漕ぎカヌーに乗ったカナカの女たちがやって来ては、煙草や米と交換に春をひさいだ。島内には日本人採鉱所員、主に独身者のために料理屋とカフェがそれぞれ一軒あったという。1937年（昭和12年）に新設された南洋拓殖会社に籍を移した良介は、アンガウルに次ぐ燐鉱島であるヤップ支庁のファイス島開発を担当。1940年（昭和15年）には南洋拓殖の子会社である印度支那燐鉱開発社の副社長に就任した。仏領インドシナの東京州ラオカイ（老開）にある燐灰石鉱山の経営に当たり、デジレー鉱区で7kmの運搬軌道幹線を敷設。二千数百人の人夫を投入したが、その後の戦況悪化によって閉山やむなしとなり終戦を迎えている。
1946年（昭和21年）春にラオカイより帰国。東京本郷区駒込の留守宅は戦火で灰燼に帰していたため、故郷水戸市へ戻った。良介は狩猟・漁猟を趣味とし、また水泳術に長け教本も著している。さだとの間に2人の娘と4人の孫がいる。

## 家族・親族
- しげ - 母、1861年（文久元年）生まれ。茨城県士族で維新後は茨城県庁に勤めた増田敬義[11]の二女。
- さだ - 妻、1894年（明治27年）3月生まれ。水戸高等女学校を卒業。茨城県士族、林龍の長女[12]。
- 信子 - 長女、1917年（大正6年）5月生まれ。跡見女学校卒業。
- 弘子 - 二女、1920年（大正9年）2月生まれ。跡見女学校卒業。
- 大金昇次郎 - 弟、1888年（明治21年）生まれ。大金家の養子となる。水戸商業高等学校を卒業。鉄道局副参事、従七位。1937年10月死去[13]。
- 池田静三 - 弟、1893年（明治26年）生まれ。慶應義塾大学理財科卒業。安田商事勤務[14]。
- 野村茂 - 義弟、1899年（明治32年）生まれ。田中鉱山で監査役を務めた野村三四郎の長男で、明治大学商科を卒業し三井鉱山で勤務。妻・とく（1904年生）は林龍の三女。

## 著書
『水泳術教範』川又含英堂、1911年7月。 NCID BC0603962X。全国書誌番号:40075831。